# Rossinyol de Swynnerton
El rossinyol de Swynnerton (Swynnertonia swynnertoni) és una espècie d'ocell de la família dels muscicàpids (Muscicapidae), monotípica dins del gènere Swynnertonia. Es troba a Tanzània, Moçambic i Zimbàbue. Habita els boscos tropicals i subtropicals de frondoses humits i de l'estatge montà. Pateix la pèrdua d'hàbitat i el seu estat de conservació es considera vulnerable.
El nom específic de Swynnerton fa referència a Charles Francis Massey Swynnerton (1877-1938), col·leccionista a Rhodèsia, primer guarda forestal al Territori de Tanganyika i director de Tsetse Research.